# Unreleased & Revamped
Unreleased & Revamped EP – minialbum amerykańskiej grupy hip-hopowej Cypress Hill wydany 13 sierpnia 1996 roku nakładem wytwórni Ruffhouse. Mimo słabych ocen krytyków 10 listopada 1999 roku album według Recording Industry Association of America (RIAA) uzyskał status złotej płyty.
Album zawiera remiksy oraz niewydane utwory grupy nagrane na przestrzeni lat. Za warstwę muzyczną albumu odpowiadają DJ Muggs, Prince Paul, Q-Tip, T-Ray, Diamond D oraz Wyclef Jean z grupy Fugees.
Płyta zadebiutowała na 21. miejscu notowania Billboard 200 oraz 15. miejscu Top R&B/Hip-Hop Albums.

## Lista utworów
| # | Tytuł                                                               | Producent   | Sample | Czas |
| - | ------------------------------------------------------------------- | ----------- | --- | ---- |
| 1 | "Boom Biddy Bye Bye (Fugees Remix)" (gośc. Lauryn Hill)             | Wyclef Jean | | 3:35 |
| 2 | "Throw Your Hands In The Air" (gośc. Erick Sermon, MC Eiht, Redman) | DJ Muggs    | - Lee Dorsey - "Get Out of My Life, Woman" - Grover Washington Jr. oraz Bill Withers - "Just the Two of Us" - Cypress Hill - "No Rest for the Wicked"                  | 4:07 |
| 3 | "Intellectual Dons" (gośc. Call O' Da Wild)                         | DJ Muggs    | | 4:27 |
| 4 | "Hand On The Pump (Muggs' Blunted Mix)"                             | DJ Muggs    | - DJ Grand Wizard Theodore oraz Kevie Kev Rockwell - "Military Cut - Scratch Mix" - Cypress Hill - "The Funky Cypress Hill Shit" - House of Pain - "Put Your Head Out" | 4:41 |
| 5 | "Whatta You Know"                                                   | DJ Muggs    | - Isaac Hayes - "Walk on By" | 3:13 |
| 6 | "Hits From The Bong (T-Ray's Mix)"                                  | T-Ray       | - Junior Mance - "Don't Cha Hear Me Callin' to Ya" - The Heath Brothers - "Smilin' Billy Suite Pt. II" - Cypress Hill - "Insane in the Brain"                          | 4:25 |
| 7 | "Illusions (Q-Tip Remix)"                                           |             | | 3:51 |
| 8 | "Latin Lingo (Prince Paul Mix)"                                     | Prince Paul | - Ludwig van Beethovena - "V symfonia Beethovena" - Lee Dorsey - "Get Out of My Life, Woman"                                                                           | 4:40 |
| 9 | "When The Ship Goes Down (Diamond D Remix)"                         | Diamond D   | - The Mar-Keys - "Grab This Thing" - The Outlaw Blues Band - "Deep Gully"                                                                                              | 2:55 |

## Notowania
| Rok  | Pozycja       | Pozycja                | Pozycja |
| Rok  | Billboard 200 | Top R&B/Hip-Hop Albums |         |
| ---- | ------------- | ---------------------- | ------- |
| 1996 | 21            | 15                     |         |